# امنیت موبایل

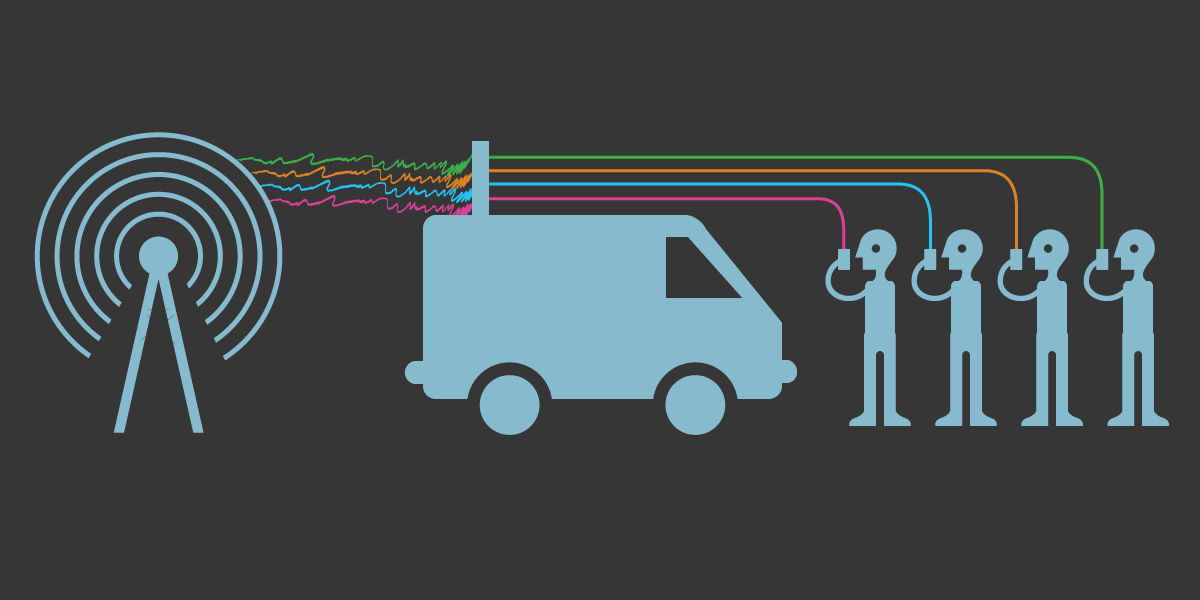
شماتیک حمله مرد میانی

موبایل سکوریتی یا امنیت تلفن همراه به‌طور افزاینده‌ای در بحث محاسبات موبایلی اهمیت پیدا کرده‌است. نگرانی خاص امنیت اطلاعات شخصی و کسب و کار در حال حاضر در گوشی‌های هوشمند وجود دارد و بایستی برای آن‌ها راه حلی پیدا کرد
موبایل‌ها در بیشتر کاربران و کاربران استفاده‌کننده در کسب و کار به عنوان یک ابزار ارتباطی استفاده می‌شود، اما نه تنها برای ابزار ارتباطی بلکه برای استفاده به عنوان برنامه‌ریزی و مدیریت کارها و زندگی شان می‌باشد. در شرکت‌ها، این فناوری باعث تغییرات عمیق در سازمان سیستم‌های اطلاعات و در نتیجه آن‌ها را تبدیل به منبع خطرات جدیدی کرده‌است. در واقع، گوشی‌های هوشمند جمع‌آوری و تدوین افزایش مقدار اطلاعات حساس دیگری که دسترسی آن‌ها باید کنترل شود برای محافظت از حریم خصوصی کاربر و مالکیت معنوی شرکت‌ها است.
همه گوشی‌های هوشمند، کامپیوتر، اهداف مورد نظر حملات هستند. این حملات بهره‌برداری از نقاط ضعف مربوط به گوشی‌های هوشمند است که می‌تواند از وسایل ارتباطی مانند سرویس پیام کوتاه (SMS، نام مستعار پیام‌های متنی)، سرویس پیام چند رسانه‌ای (MMS)، شبکه‌های وای فای، بلوتوث و GSM، که عملاً در استاندارد جهانی برای ارتباطات موبایل آمده است استفاده کند. همچنین حملاتی که بهره‌برداری آسیب‌پذیری نرم‌افزار هم از سیستم عامل و هم از مرورگر ایجاد می‌شود را شامل می‌شود. در نهایت، اشکال از نرم‌افزارهای مخرب است که در آگاهی ضعیف از کاربران به‌طور متوسط تکیه می‌کنند؛ و باعث می‌شود که موبایل‌های افراد چه افراد کاربران خانگی و چه افراد استفاده کننده‌های کسب و کار دچار اختلال ناشی از این حملات و خرابکاری‌ها شود
نرم‌افزارهای امنیتی مختلفی ضد اقدامات در حال توسعه و در لایه‌های مختلف از نرم‌افزارهای مخرب که به انتشار اطلاعات کاربران بدون اطلاع قبلی یا اجازه کاربر بر روی گوشی‌های هوشمند استفاده می‌شود. هستند از شیوه‌های خوب به در تمام سطوح مشاهده می‌شود، از طراحی تا استفاده کنید، از طریق توسعه سیستم‌های عامل، لایه‌های نرم‌افزار، و برنامه‌های قابل دانلود است.

## رقابت میان امنیت موبایل

### تهدیدات
یک کاربر گوشی هوشمند در زمانی که با گوشی خود کار می‌کند در معرض تهدیدهای مختلفی است. تنها در دوماهه آخر سال ۲۰۱۲، تعداد تهدیدات منحصر به فرد همراه با توجه به تحقیقات ABI رشد ۲۶۱ درصدی داشته‌است. این تهدیدات می‌تواند بهره‌برداری از گوشی‌های هوشمند را مختل و انتقال یا تغییر اطلاعات کاربر از گوشی موبایل به مکان‌های دلخواه هکرها منجر شده باشد. به این دلایل، برنامه‌های کاربردی مستقر باید حفظ حریم خصوصی و یکپارچگی اطلاعات آن‌ها برای رسیدگی وجود دارد را تضمین کند. علاوه بر این، از آنجا که برخی از برنامه‌های می‌تواند همراه خود دارای بدافزار باشند، عملکرد و فعالیت‌های آن نرم‌افزار یا گجت باید محدود شود (برای مثال، محدود کردن برنامه‌ها از دسترسی اطلاعات محل از طریق GPS، مسدود کردن دسترسی به محل ذخیره آدرس‌های کاربر، پیشگیری از انتقال داده‌ها در شبکه، ارسال پیام‌های SMS که به کاربران پس از خرید با ارسال صورتحساب انجام می‌پذیرد، و غیره) را به خوبی در کنترل خود داشته باشد.
حملات به دستگاه‌های موبایل با سه هدف عمده انجام می‌شوند:
- اطلاعات: گوشی‌های هوشمند دستگاه‌هایی برای مدیریت داده‌ها هستند، بنابراین داده‌های آن‌ها ممکن است داده‌هایی حساس مانند شماره کارت اعتباری، اطلاعات در سیستم، اطلاعات خصوصی، سیاهه‌های مربوط به فعالیت (تقویم، تماس سیاهه‌های مربوط) باشند که از نظر اطلاعات استفاده بسیار زیاد دارند و بسیار در معرض خطر هستند.
- هویت: تلفن‌های هوشمند به آسانی قابل تنظیم می‌باشند و این اهمیت بسیار خوبی است، به‌طوری که دستگاه یا محتویات آن با صاحب دستگاه در ارتباط است و هویت آن شخص را به عنوان صاحب دستگاه شناسایی می‌کند. به عنوان مثال، هر دستگاه تلفن همراه می‌تواند اطلاعات مربوط به صاحب گوشی تلفن همراه را باتوجه به دسترسی به آن به آسانی انتقال، و یک مهاجم ممکن است این اطلاعات را به آسانی به سرقت ببرد و از اطلاعات شخصی صاحب خط استفاده کند و دست به ارتکاب دیگر جرایم بزند که در پایان اطلاعات شخص صاحب حساب است که به عنوان مجرم شناسایی می‌شود.
- دسترسی: با حمله به یک گوشی هوشمند می‌توان دسترسی به آن را محدود کرد و کاربر را از استفاده خدمات از تلفن همراه هوشمند خود محرو کرد.